# طزره
طزره روستایی در دهستان دامنکوه بخش مرکزی شهرستان دامغان استان سمنان ایران است. این روستا دارای قلعه‌ای مخروبه و همچنین امامزاده است. باغات اصلی اهالی روستا در یک کیلومتری شرق این روستا واقع شده‌است که به رزمجا (رزگا) معروف است.

## جمعیت
بر پایهٔ سرشماری عمومی نفوس و مسکن در سال ۱۳۹۵ جمعیت این روستا ۲۶۷ نفر (در ۹۷ خانوار) بوده‌است.

## معادن
در اطراف این روستا چند معدن زغال‌سنگ فعال است.